# Parque nacional Molino de Flores Nezahualcóyotl
El Parque Nacional Molino de Flores Nezahualcóyotl es un parque nacional de México situado en el Estado de México. Tiene una superficie de 49 ha y su construcción empezó el 5 de noviembre de 1937. Actualmente se conservan todas estas hectáreas a través de programas de concientización ecológica, además de que se sigue conservando su valor cultural a través de visitas guiadas. En la jefatura general del Molino de Flores podrás encontrar folletos con más información.

## Características físicas-geográficas
El parque se encuentra en una zona de lomerío, con pendientes que varían de 4.5% al sureste y de 10% en la ribera del Río Coxcacuaco. Cuenta con una altitud de 2,400 m s. n. m., está constituido principalmente de rocas volcánicas y clásticas.
Su clima principalmente es Cálido seco con temperaturas de 18° a 22 °C.

## Flora y fauna
De acuerdo al Sistema Nacional de Información sobre Biodiversidad de la Comisión Nacional para el Conocimiento y Uso de la Biodiversidad (CONABIO) en el Parque Nacional Molino de Flores Netzahualcóyotl habitan más de 140 especies de plantas y animales de las cuales 4 se encuentra dentro de alguna categoría de riesgo de la Norma Oficial Mexicana NOM-059  y 13 son exóticas,

### Flora
Bosque inducido de eucalipto, pinos, plantas de ornato y pastizal.

### Fauna
Existen distinta diversidad de especies como el gorrión, zorzal, colibrí, vireo, calandria, culebra, lagartija y rana.
Además, se cuenta con un zoológico, que cuenta con búhos, halcones, aguililla, zorra, coyotes, mono araña, coatíes.